# Židovska steza
Židovska steza je ena izmed manjših ulic v Ljubljani.

## Zgodovina
Do leta 1515 je bila steza v središču ljubljanskega geta, po katerem je bila tudi pozneje poimenovana.
Janez Vajkard Valvasor poroča, da je bila v njegovem času steza poimenovana kot Reverentz-Gässlein (dobesedno Uličica spoštovanja), pri čemer pa ne poroča o slovenskem imenu. Šele v začetku 19. stoletja (leta 1802) pa se je pojavilo ime Židovska steza/Judensteig. Drugo slovensko ime za to ulico je bil tudi Judovski hod.
Iz zapisov je znano, da je v Ljubljani vsaj dve stoletju obstajala sinagoga oz. molilnica, a ne obstajajo dovolj podrobni podatki, kje točno se je nahajala in katere vse dejavnosti so potekale v njej. Po ljudskem izročilu naj bi se sinagoga nahajala v hiši na današnji Židovski stezi št. 4.

## Urbanizem
Steza poteka v smeri zahod-vzhod, pravokotno na Ljubljanico. Na zahodu je steza omejena s križiščem z Peternelovo in Gosposko ulico ter na vzhodu s Hribarjevim nabrežjem. Stezo seka Židovska ulica.
Do konca 18. stoletja so se ob stezi in ulici nahajale tri pritlične in pet enonadstropnih hiš, ki so jih nato vse (razen ene) nadzidali v dvo- ali tronadstropne hiše.